# سیارک ۱۰۳۸۷
سیارک ۱۰۳۸۷ (به انگلیسی: 10387 Bepicolombo، نامگذاری:1996UQ) ده هزار و سیصد و هشتاد و هفتمین سیارک کشف شده‌است که در ۱۸ اکتبر ۱۹۹۶ کشف شد.
قدر مطلق سیارک برابر ۱۳٫۷۰ است.